# La Bañeza
La Bañeza is een gemeente in de Spaanse provincie León in de regio Castilië en León met een oppervlakte van 19,71 km². La Bañeza telt 10.450 inwoners (1 januari 2016).

## Demografische ontwikkeling

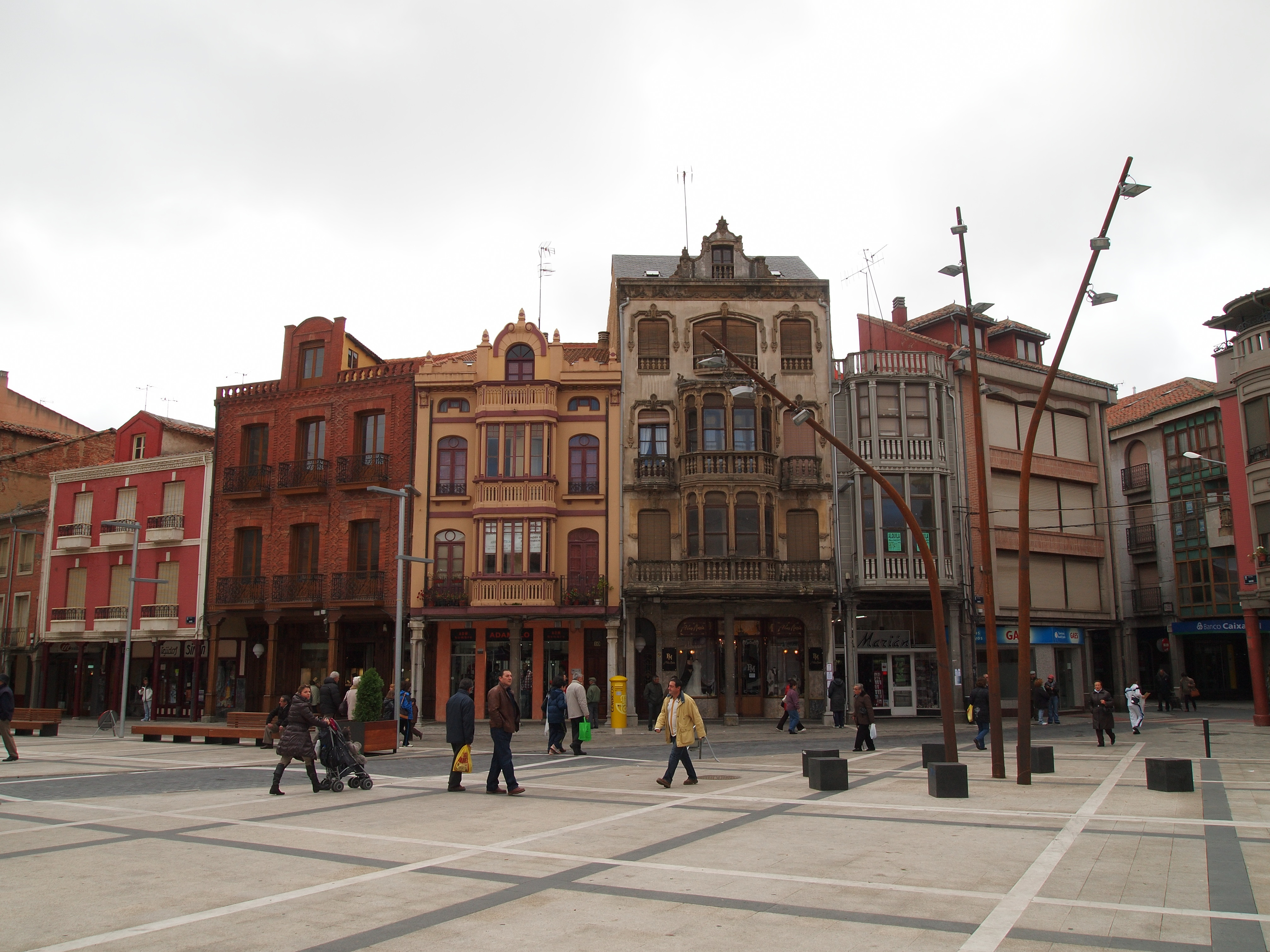
Plaza Mayor

Bron: INE; 1857-2011: volkstellingen